# Monique Vézina
Pour les articles homonymes, voir Vézina.
Monique Vézina est une femme politique, militante et gestionnaire canadienne née le 13 juillet 1935 à Rimouski et morte le 15 décembre 2024. Des années 1960 aux années 2000, elle a œuvré dans les domaines communautaire, coopératif et politique. 
Élue députée à la Chambre des communes du Canada sous la bannière progressiste-conservatrice avec Brian Mulroney en 1984, Monique Vézina est nommée à la tête de plusieurs ministères dans les années 1980 et au début des années 1990. Elle quitte la vie politique fédérale en 1993.
À la veille du référendum de 1995, elle se tourne vers le mouvement souverainiste. Elle préside la Commission nationale sur l'avenir du Québec et la Commission des aînées et aînés sur l'avenir du Québec mises en place par le gouvernement du Parti Québécois, avant de faire campagne au sein de la coalition des Partenaires pour la souveraineté. Par la suite, elle devient présidente du Mouvement national des Québécoises et Québécois (1996-1998) et, à ce titre, accède à la présidence de la Conférence des peuples de langue française. En 1999, elle accepte la présidence du Bureau québécois de l'Année internationale des personnes âgées. Dans les années qui suivent, elle s'engage dans de nombreuses causes sociales ou culturelles.

## Biographie

### Jeunesse et vie familiale

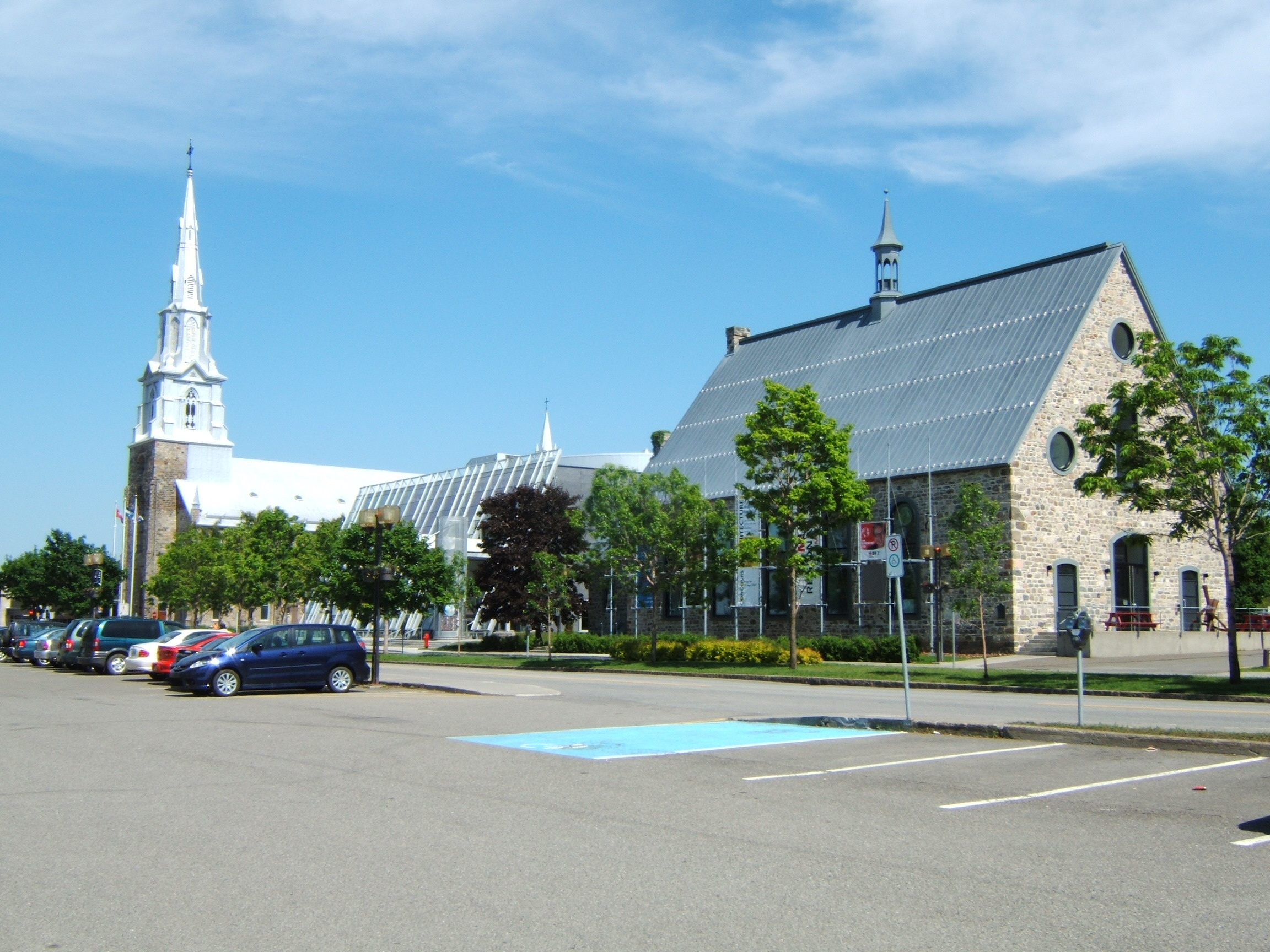
Centre-ville de Rimouski.

Monique Vézina naît le 13 juillet 1935 à Rimouski dans le Bas-Saint-Laurent. Fille d'André-Albert Vézina et d'Éliane Lévesque, elle est la deuxième d'une famille de 12 enfants .
Après l'incendie qui ravage la ville de Rimouski au printemps 1950, Monique Vézina s'empresse de terminer ses études à l'école commerciale pour devenir secrétaire et ainsi contribuer aux finances familiales . La jeune fille trouve notamment du travail à la Banque Royale. Bien que la grande majorité de la clientèle locale soit francophone, Monique Vézina doit travailler presque exclusivement en anglais. Elle confie a posteriori que « [c]ette expérience a sûrement renforcé [s]a fibre nationaliste ».
Le 26 octobre 1957, âgée de 22 ans, la jeune femme épouse Jean-Yves Parent, un futur conseiller municipal. Le couple aura quatre enfants.
Dans les décennies qui suivent son mariage, Monique Vézina se consacre corps et âme à l'éducation de ses enfants ainsi qu'au bien-être des femmes de sa région natale . Au début des années 1960, en plein baby-boom, elle participe à la mise sur pied de cours prénataux facilement accessibles, fait la promotion de l'allaitement maternel et organise des services de garde à domicile. Elle participe également à des comités d'école et se joint à des groupes d'action féminine. Elle devient ainsi membre de la Confédération des organismes familiaux du Québec (COFAQ) ainsi que des Dames Hélène-de-Champlain, une association vouée à la promotion des lettres québécoises (et dont elle sera d'ailleurs la présidente nationale). En 1964, les Dames Hélène-de-Champlain fondent le Salon du livre de Rimouski, le premier événement du genre au Québec . « La plus grosse barrière à lever, c’était de reconnaître la capacité d’une femme à penser avec justesse et avec gros bon sens », dit-elle à propos de cette période de sa vie. « Partout, même lorsque je faisais de l’animation auprès des femmes, j’avais à faire la preuve qu’une femme pouvait avoir une responsabilité en dehors de la maison ».

Cette fructueuse expérience associative, doublée de la ferme conviction que les femmes devaient prendre leur place dans l'espace public, mènera Monique Vézina au mouvement coopératif Desjardins dans les années 1970. Elle explique d'ailleurs son engagement dans Desjardins par son adhésion aux valeurs du fondateur du mouvement:   
  

« Je suis une fille de Desjardins [...] Les valeurs préconisées par Alphonse Desjardins me rejoignent beaucoup. Pour changer les choses qui ne nous conviennent pas, il faut identifier ses besoins et mettre en place les solutions appropriées. Nous devons aussi développer des forces collectives ». 

### La gestionnaire

#### Le mouvement coopératif

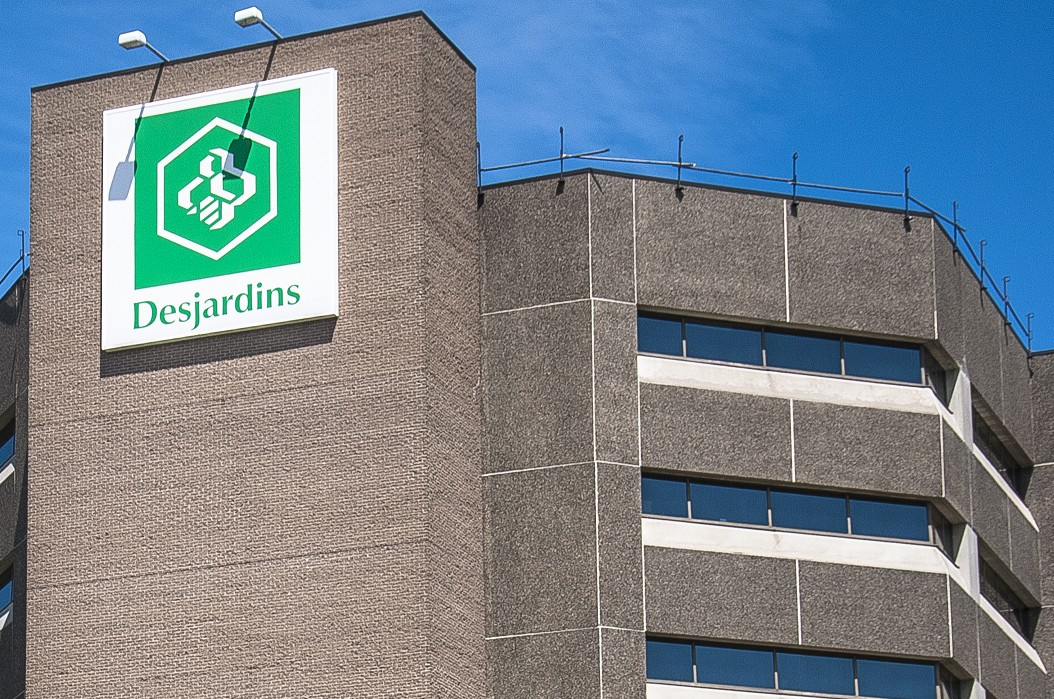
Siège social de la Fédération des caisses Desjardins (Montréal)

Monique Vézina entre chez Desjardins en 1975 comme membre du conseil d'administration de l'Union régionale du Bas-Saint-Laurent. L'année suivante, elle est élue présidente de la Fédération des caisses du Bas-Saint-Laurent; elle devient alors la première femme à accéder à un poste de cette importance au sein du Mouvement Desjardins. Puis, en février 1977, elle se joint au conseil d'administration et au comité exécutif de la Confédération des caisses populaires et d'économie Desjardins. Elle occupe ses fonctions jusqu'en 1984 . Entre 1981 et 1984, elle est également présidente de la Fondation Girardin-Vaillancourt (l'actuelle Fondation Desjardins) et du conseil d'administration de l'Institut coopératif Desjardins (devenu le Centre de formation Desjardins).

Ces années d'expérience au sein du Mouvement Desjardins sont marquantes pour Monique Vézina. Elle apprend à faire sa place dans un milieu toujours dominé par les hommes: 
« Ce fut une expérience enrichissante, exigeante et difficile. Le milieu de la finance, il ne faut pas se le cacher, est un monde conservateur. J'étais la première femme à siéger au conseil et, en plus, j'arrivais fortement identifiée au créneau social. J'étais cependant déterminée à percer dans ce monde d'hommes. Quand on est la seule femme à une table décisionnelle, on se rend vite compte que notre opinion, surtout si elle va à l'encontre de la majorité, n'a pas le même poids que celle des hommes. »

#### Les conseils d'administration
En plus de s'illustrer au sein du Mouvement Desjardins, Monique Vézina se fait rapidement un nom comme administratrice auprès d'organismes publics tels que la Régie de l'assurance automobile du Québec (aujourd'hui Société de l'assurance automobile du Québec) et le Conseil supérieur de l'éducation (CSE) qui conseille le ministre de l'Éducation sur toute question relative à l'éducation.

### Le passage à la politique fédérale

#### Députée de Rimouski-Témiscouata
Comme d'autres nationalistes québécois, Monique Vézina accepte de se lancer en politique fédérale à l'invitation du chef du Parti progressiste-conservateur du Canada, Brian Mulroney. Elle est élue députée de la circonscription de Rimouski-Témiscouata aux élections de 1984. Elle sera ensuite réélue en 1988.

#### La vie ministérielle
Au cours de sa carrière politique, Monique Vézina dirige plusieurs ministères. Dès 1984, elle est nommée ministre des Relations extérieures et du Développement international. Au lendemain du rapatriement constitutionnel de 1982, les tensions linguistiques sont vives au Québec et au Canada anglais. Afin de tenter de réconcilier les deux solitudes, le premier ministre Mulroney lui confie également le dossier de la Francophonie. Elle occupera ces deux postes pendant deux ans.
À titre de ministre responsable de la Francophonie, Monique Vézina assume le travail de liaison qui mène à la tenue du premier Sommet de l'Organisation internationale de la Francophonie à Versailles (1986) et du deuxième Sommet, à Québec (1987) .
En 1986, à la suite d'un remaniement, Monique Vézina est nommée receveur général, ministre de l'Approvisionnements et des Services, puis, en 1987, ministre des Transports. Réélue par une majorité de 13 000 voix aux élections fédérales de 1988, elle est ensuite nommée ministre d'État à l'Emploi et à l'Immigration et, en 1993, ministre d'État au Troisième Âge.
Après deux mandats, Monique Vézina annonce son départ de la vie politique en avril 1993. Aux élections suivantes, le Parti progressiste-conservateur est défait par le Parti libéral du Canada.

### Le retour à la vie civile

#### Le référendum sur la souveraineté de 1995

Résultats du référendum sur la souveraineté du Québec de 1995

Après son départ de la scène fédérale, Monique Vézina se consacre à la promotion de la souveraineté du Québec.
En décembre 1994, le premier ministre Jacques Parizeau dépose à l'Assemblée nationale un avant-projet de loi sur la souveraineté du Québec et annonce la mise en branle d'une vaste consultation populaire.
Ainsi, dès janvier 1995, seize commissions régionales sont créées par décret afin de recueillir les commentaires des citoyens et des groupes sur cet avant-projet de loi, sur l'opportunité de réaliser la souveraineté ainsi que sur l'avenir politique du Québec en général. Ces commissions sont suivies par la mise sur pied de deux autres commissions. La première est la Commission des jeunes sur l'avenir du Québec. La seconde est la Commission des aînées et aînés sur l'avenir du Québec, qui sera présidée par Monique Vézina.
En février et mars, plus de 55 000 citoyens et citoyennes de tous les coins du Québec viennent se faire entendre et plus de 6 000 mémoires sont déposés devant la les commissions régionales. Les dix-huit commissions itinérantes mises sur pied par le gouvernement du Québec déposent leurs rapports en mars 1995.
En avril, le premier ministre Parizeau crée la Commission nationale sur l'avenir du Québec et en confie la présidence à Monique Vézina. Celle-ci est entourée des présidentes et présidents des commissions qui ont sillonné le Québec, dont les ex-ministres Marcel Masse et Jean-Paul L'Allier. Le mandat de la commission est de recevoir les mémoires des organismes et regroupements nationaux et de rédiger, à l'intention du premier ministre, un rapport de synthèse qui inclut l'ensemble des commissions.
Le 19 avril, la Commission nationale sur l'avenir du Québec dépose un rapport final de plus de 100 pages. Ce document conclut, entre autres, que la souveraineté accompagnée d'une offre de partenariat économique serait l'option constitutionnelle la plus opportune.

#### Partenaires pour la souveraineté et Opération porte-voix
Monique Vézina s'implique dans le camp du Oui tout au long de la campagne référendaire de 1995. Elle collabore notamment aux activités de la coalition Partenaires pour la souveraineté, officiellement constituée en janvier 1995. Les Partenaires, voués à la promotion de la souveraineté au sein de la société civile, rassemblent une quinzaine d'organisations syndicales, étudiantes, communautaires et culturelles comptant pour près d'un million de Québécois et de Québécoises. Au cours du printemps et de l'été 1995, en plus de faire un important travail de terrain dans les milieux communautaires, ce grand regroupement organise plusieurs activités de mobilisation et de sensibilisation à l'intention des médias, des jeunes et des communautés acadienne et franco-canadienne.
Vers la fin de l'été, quelques semaines avant le début officiel de la campagne référendaire, les Partenaires pour la souveraineté décident de consacrer leurs efforts à la mobilisation des femmes québécoises. Selon les sondages de l'époque, les femmes étaient toujours moins susceptibles de voter pour la souveraineté que les hommes. Les Partenaires attribuent cette frilosité au fait que les forces souverainistes tendaient à négliger l'opinion des femmes. Le 5 septembre, la porte-parole des Partenaires, Nicole Boudreau, annonce aux médias la tenue d'une tournée nationale visant à « favoriser le dialogue » et à « informer les femmes » au sujet des tenants et aboutissants de la souveraineté. « Il fallait [...] trouver un moyen de rejoindre ces femmes en outrepassant les discours conventionnels et les lignes de parti », explique Nicole Boudreau, « [d]'où l'idée d'une tournée en autobus et des femmes en région qui, à leur manière, décideront comment elles reçoivent les passagères souverainistes ».
Monique Vézina se joint avec enthousiasme à la cinquantaine de femmes qui se relaient dans l'autobus nolisé par les Partenaires au cours des dix jours que dure l'Opération porte-voix. Ces femmes, issues de plusieurs milieux sociaux et professionnels, incluent des personnalités bien connues du public québécois telles que Claire Bonenfant, ancienne présidente du Conseil du statut de la femme, Françoise Laliberté, du Mouvement Action-Chômage de Montréal, et Denise Boucher, autrice de la pièce féministe Les fées ont soif.

Monique Vézina, qui décrit les femmes comme « l'espoir du Québec », garde un souvenir indélébile de la mobilisation féminine dont elle est témoin à l'été et à l'automne 1995 : 
« En 1995, [...] j'ai sillonné le Québec. J'y ai entendu une nette volonté de changement. Des femmes, de tous âges et de toutes conditions, sont venues dire que le temps était venu de changer le monde, leur monde. Elles ont répété qu'elles étaient prêtes à conduire un changement structurel... Et j'ai reconnu cette nouvelle génération de patronnes, débordantes d'énergie et d'audace qui secoue les préjugés, dépasse les tabous et jette les bases de nouvelles relations interpersonnelles. Elles sont de plus en plus nombreuses dans différents secteurs, à tous les échelons, à mettre leur intelligence, leur compétence et leur jugement au service de leur collectivité familiale ou professionnelle ».
Ce changement observé par Monique Vézina se traduit par des résultats concrets pour le mouvement souverainiste. Dans un entretien accordé à Sylvie Dupont en 2013, Suzanne La Ferrière, ex-responsable des communications des Partenaires pour la souveraineté, rappelle que l'appui des femmes francophones à la souveraineté avait augmenté de 10 points à l'aube du référendum. Une bonne part de cette augmentation était attribuable au travail effectué sur le terrain : « [Ç]a, c'est grâce à la tournée qu'on a faite pour rejoindre les femmes et ensuite à la prise en charge de cette dimension-là par le comité national du Oui, avec le discours et le matériel qu'on avait mis au point pour une campagne orientée vers les femmes ».
Au-delà d'une augmentation statistique, l'Opération porte-voix aura confirmé aux forces souverainistes que les femmes s'intéressent bien à la souveraineté, mais qu'elles s'intéressent moins aux changements constitutionnels qu'aux changements politiques et sociaux qui pourraient découler de l'indépendance du Québec. C'est ce que confirme la porte-parole Nicole Boudreau aux médias quelques jours après la fin de la tournée : « La souveraineté est, à leurs yeux, un outil pour réaliser des changements sociaux. En tournée, les femmes ont peu parlé de passeport canadien ou de monnaie. Elles souhaitent que les ténors du OUI accordent autant d'intérêt aux dimensions sociales qu'aux questions de structures, répartition des pouvoirs et partage de la dette ».

#### Le Mouvement national des Québécoises et Québécois
Forte de son expérience militante, Monique Vézina succède à Louise Laurin à la présidence du Mouvement national des Québécoises et des Québécois (MNQ) au printemps 1996. À ce titre, elle préside quatre éditions successives de la Fête nationale sur l'ensemble du territoire québécois. Elle est également nommée présidente de la Conférence des peuples de langue française.

#### L'engagement social
Tout au long de sa vie, qu'elle soit ministre, députée ou simple citoyenne, Monique Vézina milite pour diverses causes sociales. Elle s'engage autant pour l'émancipation des femmes que pour le rayonnement des régions québécoises ou la défense des droits des aînés.

L'engagement de Monique Vézina pour l'amélioration de la condition des femmes remonte à ses jeunes années à Rimouski. Durant sa jeunesse, elle participe notamment à la mise sur pied et au maintien de cours prénataux pour les femmes de sa région. Ses expériences subséquentes comme bénévole dans le milieu communautaire, puis comme gestionnaire chez Desjardins et enfin comme élue à Ottawa ne font que renforcer ses convictions féministes. Dans une entrevue, elle affirme que les femmes doivent être plus nombreuses dans les postes décisionnels :
« Le pouvoir, l'expérience que l'on exerce au sein d'un conseil, d'une table décisionnelle est fonction de la solidarité que l'on développe avec ses collègues. Je le vis à Ottawa avec mes consœurs ministres. C'est évident que nous pratiquons une politique différente de celle des hommes. Dans l'ensemble, nous sommes plus coopératives, alors que beaucoup de politiciens continuent d'être compétitifs [...] je pense que les femmes resteront toujours, sur le plan affectif, le moyeu de la roue. Quand les femmes ont des bonnes nouvelles ou des peines d'amour, ils (sic) téléphonent à leur mère; on n'en sort pas. Mais ça, c'est une richesse extraordinaire qui permet aux femmes d'être très branchées sur les problèmes réels. »
Dès les années 1960, Monique Vézina se consacre activement au développement socioéconomique de sa région natale. Elle s'intéresse tout autant au rayonnement des arts et des lettres dans le Bas-Saint-Laurent. C'est en vue de faciliter l'accès du plus grand nombre à la culture, par exemple, que les Dames Hélène-de-Champlain mettent sur pied le Salon du livre de Rimouski en 1964.
Pendant et après sa carrière politique, Monique Vézina continue de contribuer ponctuellement au développement régional. À l'occasion des élections de 2006, par exemple, elle se prononce ouvertement en faveur d'un nouveau Plan de l'Est et d'une entente Canada-Québec sur le développement des régions du Québec.
Dans la continuité de son travail comme ministre d'État au Troisième Âge et présidente de la Commission des aînées et des aînés sur l'avenir du Québec, Monique Vézina devient présidente du Bureau québécois de l'Année internationale des personnes aînées en 1999. Au printemps 2000, cet organisme publie un rapport intitulé R.S.V.P. Le Québec vieillissant, un enjeu de société. Ce rapport s'emploie à démolir le mythe voulant que les aînés forment une population homogène et celui voulant que la retraite du travail signifie la retraite du monde citoyen.
Au début des années 2000, Monique Vézina devient membre de l'organisme à but non lucratif Synergies 50+, qui vise à mettre l'expérience des aînés au service de la société, notamment dans le milieu universitaire québécois. Ainsi, à l'inauguration du Carrefour des générations de l'Université du Québec à Montréal (UQAM), en 2014, Monique Vézina déclare: « Il nous appartient, comme institution et société civile, d'accueillir les aînés qui rêvent d'étudier à l'université [...] Nos membres sont à la fois une force sociale, une force économique et une force partenaire intéressée à créer des ponts entre les générations à travers des projets citoyens ouverts sur le monde ».

### Mort
Monique Vézina meurt dans la nuit du 14 au 15 décembre 2024 à l'âge de 89 ans.

## Honneurs et distinctions
Au cours de sa fructueuse carrière, Monique Vézina reçoit nombre d'honneurs et de distinctions. En 1986, elle est nommée Commandeur de l'Ordre de la Pléiade en raison de son action pour la promotion du français au Québec et à l'international. En 1996, elle est nommée membre de l'Ordre du Mérite coopératif par le Conseil québécois de la coopération et de la mutualité. La même année, elle reçoit le prix du Grand Patriote de la Société Saint-Jean-Baptiste de Montréal.
En 2002, Monique Vézina est décorée de la Médaille du jubilé d'or de la reine Elizabeth II.
En 2007, Monique Vézina reçoit l'insigne d'Officière de l'Ordre national du Québec. Il s'agit de la plus haute distinction honorifique décernée par le gouvernement du Québec. Elle devient plus tard vice-présidente du Conseil de l'Ordre.

### Archives
Les archives de Monique Vézina sont conservées à deux endroits :
À Ottawa, Bibliothèque et Archives Canada (les archives de la députée et ministre sont réparties dans plusieurs fonds de ministères : RG 25, RG 29, RG74, RG118, MG 26, etc.)
À Rimouski, à la bibliothèque de l’Université du Québec à Rimouski (UQAR), secteur des archives régionales : Fonds Monique Vézina (UQAR-93-01-46) (40 mètres linéaires environ).